# Європейська грошова одиниця
Європейська грошова одиниця (ЄГО) була грошевою одиницею, яканайбільше використовувалася в Європейських Співтовариствах з 1975 по 1979 рік, коли вона була замінена за паритетом на ЕКЮ, у свою чергу, за паритетом у 1999 році на євро.
ЄГО було введено як внутрішню розрахункову одиницю для Європейського платіжного союзу, коли ця організація була створена в 1950 році. ЄГО була визначена як 0,888671 грам золота, або один долар США. Вперше цей блок був використаний за межами ЄПУ в 1961 році, коли Kredietbank Luxembourgeoise випустив облігації, номіновані в ЄСВ. Після краху Бреттон-Вудської системи європейська валюта була переозначена як кошик європейських валют.
ЄГО використовувався для Ломейської конвенції та операцій Європейського інвестиційного банку, перш ніж поступово впроваджуватися в інші сектори діяльності Співтовариства.
У середині 1974 року кошик ЄСВ мав ту саму вартість, що й кошик спеціальних прав запозичення МВФ, обидва вартістю 1,20635 доларів США; вони відразу розійшлися в цінності. Різні розрахункові одиниці раніше використовувалися для різних цілей, включаючи бюджет, Європейське співтовариство вугілля та сталі та Спільну аграрну політику після відмови від розрахункової одиниці золотого паритету на початку 1970-х років після крах Бреттон-Вудської системи.

## Кошики валют ринку облігацій
Різні європейські валютні кошики використовувалися як розрахункові одиниці на міжнародних ринках облігацій. Деякі з них були визначені в ISO 4217.
| Алфавітний код | Цифровий код | Назва                                        |
| -------------- | ------------ | -------------------------------------------- |
| XBA            | 955          | Європейський композитний підрозділ (EURCO)   |
| XBB            | 956          | Європейська грошова одиниця (E.M.U.-6)       |
| XBC            | 957          | Європейська грошоваодиниця 9 (E.U.A.-9)      |
| XBD            | 958          | Європейська рахункова одиниця 17 (E.U.A.-17) |
| XEU            | 954          | ЕКЮ                                          |
| Євро           | 978          | Євро                                         |